# 푸르카 고개
푸르카 고개(독일어: Le Col de la Furka)는 스위스 알프스의 높은 산길로 해발 2,429m로 발레주 글레취와 우리주 레알프를 연결하는 산길이다. 푸르카 터널을 통과하는 푸르카 오버알프 철도 노선은 고개를 우회한다. 지하 터널은 1982년에 개통되어 2,100m의 터널을 대체했다.
푸르카 고개는 제임스 본드의 영화 골드핑거의 촬영지로 사용되었다. 고개의 동쪽에 있는 한 커브는 “제임스 본드 거리”라고도 한다. 표지판에 작은 주차장이 있는 전망대가 있다. 방문객들은 서쪽에 있는 고개 꼭대기에 가까운 호텔 벨베데레(Hotel Belvédère) 옆에 주차하고 론 빙하 얼음 동굴까지 짧은 도보 거리에 있다. 빙하는 1년에 30~40m를 이동하며, 길이 100m의 터널과 얼음방은 도로가 개통되는 6월부터 방문할 수 있다.